# Humberto Mariotti
Humberto de Oliveira Mariotti é um médico, psicoterapeuta, professor, conferencista nacional e internacional, escritor (romance, conto e ensaio) brasileiro, coordenador do Centro de Desenvolvimento de Lideranças da Business School São Paulo (BSP) e pesquisador nas áreas de pensamento sistêmico, complexidade e ciência cognitiva.

## Obras
- Organizações de aprendizagem: educação continuada e a empresa do futuro. São Paulo: Atlas, 1995/2000.
- As paixões do ego: complexidade, política e solidariedade. São Paulo: Palas Athena, 2000.